# Минно-геоложки университет
Минно-геоложкият университет „Св. Иван Рилски“, съкратено МГУ „Св. Иван Рилски“ е висше училище в София и филиал в Кърджали. Подготвя инженери по геоложки, минни, компютърни и електромеханични специалности.

## История
Минно-геоложкият университет „Св. Иван Рилски“ съществува като самостоятелна образователна институция от 1953 г., когато с указ на Президиума на Народното събрание от 10 юни 1953 г. Държавната политехника се разделя на 4 самостоятелни висши технически института, сред които е и Висшият минно-геоложки институт (ВМГИ), в който влиза Минният факултет.
Оттогава насам той се утвърждава като учебен и научен център, където се подготвят инженери по геоложки, минни и електромеханични специалности, провеждат се фундаментални и приложни научни изследвания и се осъществяват всички форми за следдипломна квалификация. Доброто съчетание на обща инженерна подготовка с по-тясно профилирани знания и умения дава широки възможности за реализация на завършилите университета в страната и в чужбина.
От създаването на висшето учебно задевение са подготвени над 14 000 инженери, реализиращи се в областта на геологията, минното дело, в енергийно-суровинния отрасъл, гражданското и промишлено строителство, опазването на околната среда и др., сред които граждани на близо 40 държави от Европа, Азия, Африка и Южна Америка.

## Обучение и образователни степени
Минно-геоложкият университет „Св. Иван Рилски“ е защитил правото си да обучава по всички образователни степени. По продължителност и обхват те съответстват на степените давани в университетите на САЩ и Европа.
Във филиала в Кърджали, който е основно звено в структурата на МГУ, се обучават студенти по образователно-квалификационната степен „бакалавър“. Продължителността на обучението е 4 години.
Първата основна квалификационна степен е бакалавър и се получава след 4 (4,5) годишен курс на обучение. Тази образователна степен се дава по основните 12 специалности на университета. При успешно положени изпити, изработени и защитени проекти и дипломна работа, се получава държавна диплома и степен „бакалавър“. Завършилите бакалавърска степен са високо квалифицирани кадри за производството.
„Магистър“ е втората образователно-квалификационна степен. Обучението е с продължителност 1 (1,5) години след завършване на бакалавърската степен. При успешно положени изпити, изработени и защитени проекти и дипломна работа, се получава държавна диплома и степен „магистър“.
Третата образователна и научна степен включва обучение на докторанти. Обучението е по индивидуален план, като на завършилите се присъжда образователна и научна степен „доктор“, съответстваща на PhD в САЩ.

## Факултети и катедри
Към юни 2025 година МГУ има следните факултети и катедри:
- Миннотехнологичен факултет
  - Икономика и управление
  - Маркшайдерство и геодезия
  - Обогатяване и рециклиране на суровини
  - Разработване на полезни изкопаеми
  - Подземно строителство
  - Чужди езици
  - Взривна техника и технологии
- Минно-електромеханичен факултет
  - Електроенергетика и автоматика
  - Физическо възпитание и спорт
  - Математика и информатика
  - Механизация на мините
- Геологопроучвателен факултет
  - Геология и проучване на полезни изкопаеми
  - Геология и геоинформатика
  - Инженерна геоекология
  - Хидрогеология и инженерна геология
  - Приложна геофизика
  - Сондиране, добив и транспорт на нефт и газ